# Deutsches Ärzteblatt
Das Deutsche Ärzteblatt, gegründet 1872, ist eine medizinische Fachzeitschrift und das offizielle Organ der Bundesärztekammer (Arbeitsgemeinschaft der deutschen Ärztekammern) und der Kassenärztlichen Bundesvereinigung. Es erscheint im Deutschen Ärzteverlag GmbH (Gründungsjahr 1949) in Köln und ist dessen auflagenstärkste Publikation. Die Gesundheitspolitische Redaktion sitzt in Berlin, die Medizinisch-Wissenschaftliche Redaktion in Köln.

## Reichweite
Das Deutsche Ärzteblatt ist mit Abstand die auflagenstärkste Medizinzeitschrift Deutschlands mit 2024 etwa 394.000 gedruckten Exemplaren in unterschiedlichen Ausgaben, ab 2024 herausgegeben alle zwei Wochen bzw. 26 Mal jährlich. Die hohe Auflage beruht auch darauf, dass die meisten der etwa 428.000 berufstätigen Ärztinnen und Ärzte, die den Landesärztekammern gemeldet sind, die Druckausgaben unaufgefordert und unentgeltlich zugesandt bekommen.
Unter aerzteblatt.de sind rund 500.000 Nutzerinnen und Nutzer registriert, die Hälfte davon mit einem beruflichen Nachweis ärztlicher Tätigkeit. Somit sind also fast 60 Prozent der in Deutschland berufstätigen Ärztinnen und Ärzte aktive, registrierte Nutzerinnen und Nutzer des redaktionellen Angebots auf aerzteblatt.de.

## Inhaltliche Schwerpunkte
Neben fachlichen Übersichtsartikeln, Originalarbeiten, standespolitischen, gesundheitspolitischen und berufsrechtlichen Informationen sowie CME-zertifizierten Fortbildungen enthält das Deutsche Ärzteblatt auch Anzeigen beispielsweise von Anbietern ärztlicher Veranstaltungen und medizinischer Produkte und Stellenzeigen.

## Listung in Publikations-Verzeichnissen
Alle wissenschaftlichen Beiträge des Deutschen Ärzteblattes (Rubrik Medizin) sind über die englische Ausgabe Deutsches Ärzteblatt International in MEDLINE, Pubmed Central, EMBASE und Science Citation Index gelistet. Darüber hinaus sind sie in folgenden Datenbanken indexiert: PsycINFO, Scopus, CINAHL, DOAJ, EMNursing, GEOBASE, HINARI, Index Copernicus, CareLit und Compendex. Alle Beiträge des Deutschen Ärzteblattes sind zudem in der Datenbank des DIMDI aufgeführt.

## Ausgaben
Das Deutsche Ärzteblatt erscheint als Druckausgabe in mehreren für die jeweilige Berufsgruppen unterschiedlichen Ausgaben in unterschiedlichen Druck-Auflagen: ab 2024 alle 2 Wochen die Ausgabe A (ambulant Tätige) 155.000, die Ausgabe API (Allgemeinärzte, Praktische Ärzte, Internisten und angestellte Ärzte) 64.500, die Ausgabe B (klinisch Tätige und nicht berufstätige Ärzte) 193.000. Hinzu kommt mit nur 12 Heften jährlich die Ausgabe PP (für Psychologische Psychotherapeuten und Kinder- und Jugendlichenpsychotherapeuten) in Druck-Auflage 34.100.
Außerdem gibt es vom Deutschen Ärzteblatt zwei Internet-Präsenzen: in deutscher Sprache auf der Website aerzteblatt.de und seit 2008 in englischer Sprache vor allem mit den wissenschaftlichen Artikeln auf der Website Deutsches Ärzteblatt International.

## Finanzen
Das Deutsche Ärzteblatt wird durch Werbeerlöse (und eine geringe Anzahl an Abonnements beispielsweise von Institutionen) finanziert. Obwohl alle Mitglieder der Ärztekammern das Deutsche Ärzteblatt kostenlos erhalten, findet keine Finanzierung durch Mitgliedsbeiträge der Ärztinnen und Ärzte (Kammerbeiträge) statt. Stattdessen erzielt der Deutsche Ärzteverlag, der das Deutsche Ärzteblatt seit 1949 publiziert, unter anderem Einnahmen aus Stellenanzeigen für Ärztinnen und Ärzte sowie aus Industrieanzeigen (in den Printausgaben und auf den Online-Portalen). Dazu werden bei der Nutzung der Online-Portale DSGVO-konform Daten zur Nutzung erhoben (Tracking) und ausgewertet. Seit Einführung des PUR-Modells im Februar 2025 haben Nutzerinnen und Nutzer auf aerzteblatt.de die Wahl, ob sie das Angebot als Online-Abonnement werbe- und trackingfrei oder weiterhin kostenlos mit Werbung und Tracking nutzen.

## Geschichtliches
Das Ärzteblatt hieß bis 1930 Ärztliches Vereinsblatt. Es startete am 2. September 1872 mit einer Auflage von 750 Exemplaren. Sechs Jahre später waren es bereits 6000 Abonnenten, was etwa der Hälfte der deutschen Ärzteschaft entsprach. Ab 1893 war die Erscheinungsweise zweiwöchentlich, ab 1907 wöchentlich. 1916 übernahm Siegmund Vollmann die Schriftleitung der Zeitung. Er gilt als zentrale Figur, die das Blatt im Blätterwald des Deutschen Reichs fest verankerte und nach vielen Verlagswechseln beim Deutschen Ärztevereinsbund herausgeben ließ, also quasi im Eigenverlag. Vollmann legte sich in einem Artikel 1930 mit progressiven Ärzten an, die in der Dresdner Hygieneausstellung den Zusammenhang zwischen Tuberkulose und Armut anprangerten. Er hielt das für „überflüssige Klassenverbitterung“. 1933 mit der Machtergreifung der Nationalsozialisten musste Vollmann als Jude die Redaktion verlassen. Die Reichsärztekammer führte das Deutsche Ärzteblatt auf Anordnung des Reichsärzteführers Gerhard Wagner mit den Ärztlichen Mitteilungen des Hartmannbundes zusammen und brachte es damit auf NS-Linie. Als die Zeitschrift im Mai 1949 nach 1945 zum ersten Mal wieder erschien, entschieden sich die Herausgeber – die Arbeitsgemeinschaft der Westdeutschen Ärztekammern und die Arbeitsgemeinschaft der Landesstellen der Kassenärztlichen Vereinigungen – zunächst für den Zeitschriftentitel „Ärztliche Mitteilungen“ und knüpften damit an die Tradition des seit dem Jahr 1900 vom Hartmannbund herausgegebenen Verbandsorgans an. Seit 1962 erscheint der Titel, der heute von der Bundesärztekammer und der Kassenärztlichen Bundesvereinigung herausgegeben wird, wieder als „Deutsches Ärzteblatt“.